# Eni de l'Ànglia Oriental
Eni (també escrit Ennius) va ser un membre de la família dels Wuffingas, governants de l'Ànglia de l'Est. Era fill de Tytila i germà de Raedwald.
Les fonts documentals que l'esmenten són la Historia ecclesiastica gentis Anglorum de Beda, i la Genealogiae regum Anglorum, on hi ha una llista genealògica dels reis de l'Ànglia de l'Est que no esmenta tots els parents en forma d'arbre sinó només qui eren els pares dels governants, per tant no diu que tenia un germà anomenat Raedwald.
No hi ha cap prova que relacioni Eni com a rei del seu país, però és possible que, sent el germà del rei Raedwald, aquest li confiés tasques de govern. Segons Beda, Eni va ser el pare de tres reis de l'Ànglia de l'Est: Anna (r. c. 636-654), Aethelhere (r. 654) i Aethelwold (r. 654-664). Segons la compilació ànglia va ser l'avi del rei Ealdwulf (r. 664-713), el pare del qual va ser Æthelric. Atès que la successió del ton va recaure en aquesta branca de la família, passant per Ealdwulf l'any 664 després del regnat dels seus oncles, se suposa que aquest Æthelric devia ser el germà gran d'Anna, Æthelhere i Æthelwold i potser la mateixa persona que es deia Egric de l'Ànglia Oriental i que va compartir el tron amb Sigeberht (c. 629-634) i que va morir el 636. Hereswitha, la mare d'Ealdwulf va marxar del país per ingressar en un convent al país dels francs vers l'any 647 i això vol dir que probablement Æthelric ja havia mort en aquella data.
Molts dels descendents d'Eni van ser devots cristians i és possible que, com a parent proper de Raedwald es bategés quan ell ho va fer, fet que va passar a Kent l'any 616, amb el rei Etelbert com a padrí 616, en una cerimònia oficiada per un missioner enviat pel papa Gregori el Gran.